# Goran Dime
Goran Dime (Beograd, 14. maj 1969) je srpsko-kanadski tenor. Profesionalnu karijeru počeo je 2004. godine, kada je imao i prvi internacionalni nastup. Zbog specifične boje glasa, Dime od početka karijeru gradi solističkim koncertima, da bi, uz klasičan repertoar operskog pevača, 2011. godine započeo Classic pop projekat, prvi ovakve vrste na prostoru bivše Jugoslavije.

## Profesionalna biografija
Uprkos završenoj muzičkoj školi u ranoj mladosti, Goran Dime je dugo tražio put ka muzici. Nakon srednje škole i dve godine uspešnog studiranja ekonomije, počeo je da se bavi glumom, a 1993. godine obreo se u Toskani, gde ga je u svoju privatnu školu solo pevanja primio značajni italijanski tenor Gaetano Bardini.
Nakon povratka u Srbiju, Dimetovi profesori bili su sopran Radmila Smiljanić, mecosopran Biserka Cvejić, da bi ga, nakon dugogodišnjeg rada, mecosopran Olivera Jovanović izvela na profesionalnu scenu.
Već sam početak karijere bio je osoben: zbog velikog interesovanja koncertni debi u Beogradu imao je i dve reprize. Nakon gostovanja u Francuskoj (Pariz, 2004) i nekoliko koncerata u Beogradu (2004 — 2006), Dime septembra 2006. godine nastupa u renomiranoj Glenn Gould Hall koncertnoj dvorani u Torontu odakle se vraća sa live CD-om.
U periodu 2007 – 2011. godine nastupao je u Francuskoj, Švajcarskoj, Hrvatskoj, Crnoj Gori i Kanadi.
U septembru 2011. godine u Torontu predstavlja svoj novi koncertni program - pesme F. P. Tostija, koji je već u novembru, pod nazivom San, veoma uspešno izveo pred beogradskom publikom u Velikoj sali Kolarčeve zadužbine.
Koncert San II, na kom je, u maniru žanra classic pop, Dime prvi put izveo i klasičan i pop program, održan je 3. novembra 2012. u Velikoj sali Kolarčeve zadužbine.
Četvrtim solističkim koncertom u Torontu, održanim 29. 11. 2014. godine, Goran Dime nastavlja svoju paralelnu karijeru u klasičnoj i pop muzici.
Svojim petim solističkim koncertom u Torontu Dime je 5. oktobra 2019. godine, u rasprodatoj sali Beti Olifant teatra, obelezio 15 godina profesionalne karijere.

## Prvi pop nastup
Pre početka tenorske karijere, Dime je u svom prvom pop nastupu osvojio nagradu.
Kompozicija Šta ću tebi ja koju su na festivalu Sunčane skale u Herceg Novom (Crna Gora) 2002. godine izveli "Noćne ptice" i Dime dobila je Prinčevu nagradu za duetsku pesmu godine.

## Classic popprojekat
Izlaskom prvog pop singla, pesme Ljubavi moja, 2011. godine Dime počinje Classic pop projekat.
Početkom 2012. godine Dime je završio snimanje duetske pesme Dobar i loš sa srpskom rok zvezdom Zvonimirom Đukićem Đuletom iz grupe Van Gog, čime nastavlja rad na pop izdanju.
Nakon svog četvrtog solističkog koncerta u Torontu, Goran Dime počinje rad sa kanadskim producentima i snima prve pesme budućeg pop albuma.

## Spoljašnje veze
- Goran Dime, zvanični sajt
- Tenor Goran Dime obeležio 15 godina karijere, RTS, 10. oktobar 2019.
- Koncert na Kolarcu ostvarenje sna, Danas, 5. oktobar 2012.
- Duet rokera i tenora, Večernje novosti, 6. mart 2012.
- Klasik pop sa Đuletom, Na dlanu, 7. mart 2012.
- Intervju sa Goranom Dimetom, Blic, 25. jul 2010.
- Intervju sa Goranom Dimetom, Novine Toronto, mart 2010.
- Intervju sa Goranom Dimetom, Večernje novosti, 28. decembar 2008.
- Intervju sa Goranom Dimetom, Novine Toronto, avgust 2006.